# Morad Mohammadi
Sejjed Morad Mohammadi Pahnekalaji pers. سید مراد محمدی پهنه کلایی   (ur. 9 kwietnia 1980 w Sari) – irański zapaśnik w stylu wolnym, brązowy medalista olimpijski, mistrz świata, mistrz igrzysk azjatyckich oraz dwukrotny mistrz Azji.
Brązowy medalista igrzysk olimpijskich w Pekinie w 2008 roku w kategorii do 60 kg.
Trzykrotny medalista mistrzostw świata, w tym zdobywca złotego medalu w 2006 roku. Mistrz Azji 2003 i 2005 oraz dwukrotny srebrny (2004, 2006) i brązowy (2008) medalista tych zawodów. Mistrz Igrzysk Azjatyckich 2006. Pierwszy w Pucharze Świata w 2006 i 2016. Pierwszy w Pucharze Azji w 2003 roku.